# Stephen Moyer
Stephen John Moyer, születési nevén Emery, (Brentwood, 1969. október 11. –) angol színész.
Legismertebb szerepe Bill Compton volt a HBO 2008 és 2014 között sugárzott True Blood – Inni és élni hagyni című televíziós sorozatában.

## Gyermekkora
Moyer az Essex megyei Brentwoodban született. Hat vagy hétéves korától egy Essex megyei faluban, Herongate-ben hat évig énekelt egy helyi templomban. Ezután iskolai színdarabokban kezdett énekelni. Később a London Academy of Music and Dramatic Arton, egy londoni főiskolán tanult.

## Pályafutása
Miután befejezte a főiskolát, Moyer öt évig színházban dolgozott: a walesi Nemzeti Színházzal, a Royal Shakespeare Companyvel és a The Iron Man című musicalben Pete Townshenddel. Egy évig Rómeót alakította a Rómeó és Júliában. Ezután televízióban és filmekben kezdett dolgozni.
Első televíziós szerepét 1993-tól 1994-ig játszotta a Conjugal Rites című szituációs komédiában. 1997-ben vendégszereplőként jelent meg az A Touch of Frost című tévésorozatban, majd ugyanebben az évben a Lovagok háborúja (Prince Valiant) című film főhőseként szerepelt Katherine Heigl mellett. 1999-ben szerepelt a Hegylakó – A holló (Highlander: The Raven) és a Kisvárosi gyilkosságok (Midsomer Murders) című tévésorozatok egy-egy epizódjában. A 2000-ben bemutatott Sade márki játékai (Quills) című filmben egy kisebb szerepet játszott – a film főszereplői Geoffrey Rush, Kate Winslet, Joaquin Phoenix és Michael Caine voltak. 2001-ben Keira Knightley oldalán játszotta a főszerepet A tolvajok hercegnője (Princess of Thieves) című tévéfilmben, illetve a Lázadás (Uprising) című tévéfilmben is szerepelt mint Simcha „Kazik” Rotem. 2004-ben az NY-LON című hétepizódos tévésorozatban Rashida Jones mellett játszotta a főszerepet, majd 2005-ben vendégszerepet játszott a Kísért a múlt (Waking the Dead) című tévésorozatban. 2007-ben a 88 perc (88 Minutes) című thrillerben és az Álomgyári feleség (The Starter Wife) című minisorozatban is szerepelt – előbbinek Al Pacino, utóbbinak Debra Messing volt a főhőse. A 2008-ban bemutatott Restraint című thrillerben főszerepet játszott.
2008-tól Moyer a True Blood – Inni és élni hagyni című HBO-tévésorozatban Bill Compton vámpírt alakítja, aki a sorozat egyik főszereplője. A sorozat Charlaine Harris True Blood (eredeti címén The Southern Vampire Mysteries) című könyvsorozatán alapul, és egy Louisiana állami kitalált városban, Bon Temps-ban játszódik.
Moyer a 2010-es Open House című filmben felesége, Anna Paquin mellett szerepelt – a filmet sógora, Andrew Paquin rendezte és írta. 2011-ben három filmben is szerepelt, illetve szerepelni fog: a The Caller című thrillerben Rachelle Lefevre oldalán játszotta a főszerepet; szerepelt A pap – Háború a vámpírok ellen (Priest) című akciófilmben is, melynek főhőse Paul Bettany volt; és szerepelni fog a The Double című thrillerben, melynek főszereplői Richard Gere és Topher Grace.

## Magánélete
2009. augusztus 5-én bejelentették, hogy Moyer Hawaii-on eljegyezte a True Blood másik sztárját, Anna Paquint, akivel már a sorozat első évadjának forgatása óta, vagyis 2007 óta randevúztak. Moyer és Paquin 2010. augusztus 21-én házasodtak össze egy malibui magánlakásban. Paquin és Moyer a Los Angeles-i Venice-ben laknak.
Moyernek van egy fia, Billy (született 2000-ben) és egy lánya, Lilac (született 2002-ben), ők előző párkapcsolatából születtek.

## Filmográfia

### Film
| Év   | Magyar cím                        | Eredeti cím                    | Szerep                                 | Magyar hang     |
| ---- | --------------------------------- | ------------------------------ | -------------------------------------- | --------------- |
| 1997 | Lovagok háborúja                  | Prince Valiant                 | Valiant herceg                         | Széles Tamás    |
| 1998 |                                   | Comic Act                      | Danny                                  |                 |
| 2000 | Sade márki játékai                | Quills                         | Prouix, az építész                     | Fekete Ernő     |
| 2001 |                                   | Men Only                       | Jason                                  |                 |
| 2003 |                                   | Trinity                        | Brach                                  |                 |
| 2004 |                                   | Deadlines                      | Alex Randal                            |                 |
| 2005 | Felfedezésre várva                | Undiscovered                   | Mick Benson                            |                 |
| 2007 | 88 perc                           | 88 Minutes                     | Guy LaForge                            |                 |
| 2007 |                                   | Alternate Endings              | szerkesztő                             |                 |
| 2008 |                                   | Restraint                      | Andrew                                 |                 |
| 2010 |                                   | Open House                     | Josh                                   |                 |
| 2011 | A pap – Háború a vámpírok ellen   | Priest                         | Owen Pace                              | Görög László    |
| 2011 |                                   | The Caller                     | John Guidi                             |                 |
| 2011 | Álcák csapdája                    | The Double                     | Brutus                                 |                 |
| 2012 |                                   | The Barrens                    | Richard Vineyard                       |                 |
| 2013 | Tökéletes bizonyíték              | Evidence                       | Daniel Reese nyomozó                   | Előd Álmos      |
| 2013 | Ördöglakat                        | Devil's Knot                   | John Fogleman                          | Kisfalusi Lehel |
| 2015 | Sérülés                           | Concussion                     | Ron Hamilton                           | Czvetkó Sándor  |
| 2016 | Gyilkos kitérő                    | Detour                         | Vincent                                | Lux Ádám        |
| 2017 | Hatton Garden – Az utolsó meló    | The Hatton Garden Job          | Marcus Ford                            | Kárpáti Levente |
| 2018 |                                   | Juveniles                      | Ben                                    |                 |
| 2019 | Godzilla II. – A szörnyek királya | Godzilla: King of the Monsters | Vadászpilóta (stáblistán nem szerepel) |                 |
| 2020 |                                   | G-Loc                          | Bran                                   |                 |
| 2021 |                                   | Last Survivors                 | Troy                                   |                 |
| 2021 | Miután elbuktunk                  | After We Fell                  | Christian Vance                        | Simon Kornél    |
| 2022 | Miután boldogok leszünk           | After Ever Happy               | Christian Vance                        | Simon Kornél    |
| 2023 | Miután annyi minden történt       | After Everything               | Christian Vance                        | Simon Kornél    |

### Televízió
| Év      | Magyar cím                       | Eredeti cím              | Szerep                       | Megjegyzés                                           |
| ------- | -------------------------------- | ------------------------ | ---------------------------- | ---------------------------------------------------- |
| 1993–94 |                                  | Conjugal Rites           | Philip Masefield             | főszereplő (13 epizód)                               |
| 1995    |                                  | Castles                  | Martin Franks                | 16 epizód                                            |
| 1996    |                                  | Lord of Misrule          | Olly                         | tévéfilm                                             |
| 1996    |                                  | Cadfael                  | Godwin                       | 1 epizód                                             |
| 1997    |                                  | A Touch of Frost         | D.C. Burton                  | 1 epizód                                             |
| 1997    |                                  | The Grand                | Stephen Bannerman            | főszereplő (8 epizód)                                |
| 1998    |                                  | Ultraviolet              | Jack Beresford               | 1 epizód                                             |
| 1999    | Hegylakó – A holló               | Highlander: The Raven    | Jeremy Dexter                | 1 epizód                                             |
| 1999    | Kisvárosi gyilkosságok           | Midsomer Murders         | Christopher Wainwright       | 1 epizód                                             |
| 1999    |                                  | Life Support             | Tom Scott                    | ismeretlen epizód                                    |
| 1999    |                                  | Cold Feet                | Nick Marsden                 | 1 epizód                                             |
| 2000    |                                  | The Secret               | Marcel Birkstead             | tévéfilm                                             |
| 2000    |                                  | Sunburn                  | Trevor Watts                 | 1 epizód                                             |
| 2000    |                                  | Peak Practice            | Chris Rhodes                 | 1 epizód                                             |
| 2001    | A tolvajok hercegnője            | Princess of Thieves      | Fülöp herceg                 | - tévéfilm - magyar hangja: - Czvetkó Sándor         |
| 2001    |                                  | Men Only                 | Jason                        | tévéfilm                                             |
| 2001    | Lázadás                          | Uprising                 | Simcha "Kazik" Rotem         | - tévéfilm - magyar hangja: - Fenyő Iván             |
| 2002    |                                  | Menace                   | Mark                         | tévéfilm                                             |
| 2003    |                                  | Perfect                  | Mark                         | tévéfilm                                             |
| 2003    | Sakk-matt                        | Entrusted                | David Quatermain             | - tévéfilm - magyar hangja: - Viczián Ottó           |
| 2004    |                                  | NY-LON                   | Michael Antonioni            | főszereplő (7 epizód)                                |
| 2004    |                                  | The Final Quest          | Danny Duke fiatalon          | tévéfilm                                             |
| 2005    | Kísért a múlt                    | Waking the Dead          | Steven Hunt                  | 1 epizód                                             |
| 2006    | Baleseti sebészet                | Casualty                 | Dr. Mark Ellis               | 1 epizód                                             |
| 2007    |                                  | Lilies                   | Mr. Brazendale               | főszereplő (8 epizód)                                |
| 2007    | Álomgyári feleség                | The Starter Wife         | Sam                          | minisorozat                                          |
| 2007    |                                  | Empathy                  | Jimmy Collins                | tévéfilm                                             |
| 2008–14 | True Blood – Inni és élni hagyni | True Blood               | Bill Compton                 | - főszereplő (80 epizód) - magyar hangja: - Lux Ádám |
| 2010    | Phineas és Ferb                  | Phineas and Ferb         | Jared (hangja)               | 1 epizód                                             |
| 2011    | A jég fogságában                 | Ice                      | Simon Peterson               | - minisorozat - magyar hangja: - Gáspár András       |
| 2012    |                                  | Jan                      | Gery                         | 15 epizód                                            |
| 2013    |                                  | The Sound of Music Live! | Georg von Trapp              | televíziós különkiadás                               |
| 2015    | Megölni Jézust                   | Killing Jesus            | Pontius Pilate               | - tévéfilm - magyar hangja: - Kőszegi Ákos           |
| 2015    | A halál kardja                   | The Bastard Executioner  | Milus Corbett                | főszereplő                                           |
| 2017    | Sorsdöntő lövés                  | Shots Fired              | Calvert Breeland rendőrtiszt | - főszereplő - magyar hangja: - Lux Ádám             |
| 2017    |                                  | Safe House               | Tom Brook                    | főszereplő                                           |
| 2017–19 | The Gifted – Kiválasztottak      | The Gifted               | Reed Strucker                | - főszereplő (29 epizód) - magyar hangja: - Lux Ádám |
| 2020    |                                  | Fortunate Son            | Vern Lang                    | 8 epizód                                             |
| 2024    | Szexi dög                        | Sexy Beast               | Teddy Bass                   | főszereplő                                           |
| 2024–25 | Elsbeth – New York védelmében    | Elsbeth                  | Alex Modarian                | 2 epizód                                             |